# 文奇納縣

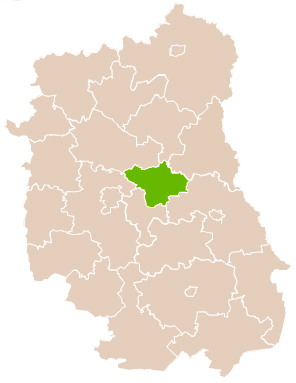

51°18′N 22°53′E / 51.300°N 22.883°E
文奇納縣（波蘭語：Powiat łęczyński），是波蘭的縣份，位於該國東部，由盧布林省負責管轄，首府設於文奇納，面積634平方公里，2006年人口57,314，人口密度每平方公里90人。